# Tandridge
Tandridge is een civil parish in het bestuurlijke gebied Tandridge, in het Engelse graafschap Surrey. De plaats telt 663 inwoners.